# Всемирный золотой совет
Всемирный совет по золоту (англ. World Gold Council) — организация, созданная в 1987 году основными производителями золота в мире с целью стимулирования спроса на него.
В настоящее время членами Всемирного совета по золоту являются компании, на долю которых приходится около 60 % мировой добычи и производства золота.
Всемирный золотой совет объединяя большинство производителей золота, действует таким образом, чтобы влиять на всю структуру потребления золота в различных формах:
- в ювелирной промышленности;
- при производстве промышленной продукции;
- на инвестиционных рынках[2].

По уставу членами Всемирного совета по золоту могут стать компании, добывающие не менее 100 000 тройских унций золота в квартал.
Главный офис Всемирного совета по золоту находится в Лондоне. Представительства (офисы) Совета находятся также в других частях света:
- Америка: Нью-Йорк
- Евразия: Турция (Стамбул)
- Азия:
Япония (Токио);
Сингапур;
Китай (Пекин, Шанхай);
Объединённые Арабские Эмираты (Дубай);
Индия (Мумбаи, Ченнаи).